# 贝朗特尔
贝朗特尔（法語：Bellentre，法語發音：[bɛlɑ̃tʁ]）是法国萨瓦省的一个旧市镇，属于阿尔贝维尔区。2016年，贝朗特尔与临近的3个市镇合并为新市镇拉普拉涅-塔朗泰斯。

## 地理
贝朗特尔（45°34'10"N, 6°42'50"E）面积23.94 平方千米，位于法国奥弗涅-罗讷-阿尔卑斯大区萨瓦省，该省份为法国东部省份，历史上为薩伏依的一部分，北起上萨瓦省，西接伊泽尔省和安省，南部和东部与上阿尔卑斯省和意大利接壤。
与贝朗特尔接壤的市镇（或旧市镇、城区）包括：圣莫里斯堡、瓦努瓦斯地区尚帕尼、莱沙佩勒、朗德里、拉普拉涅-塔朗泰斯、佩塞-楠克鲁瓦、瓦勒藏、马科拉普拉涅。

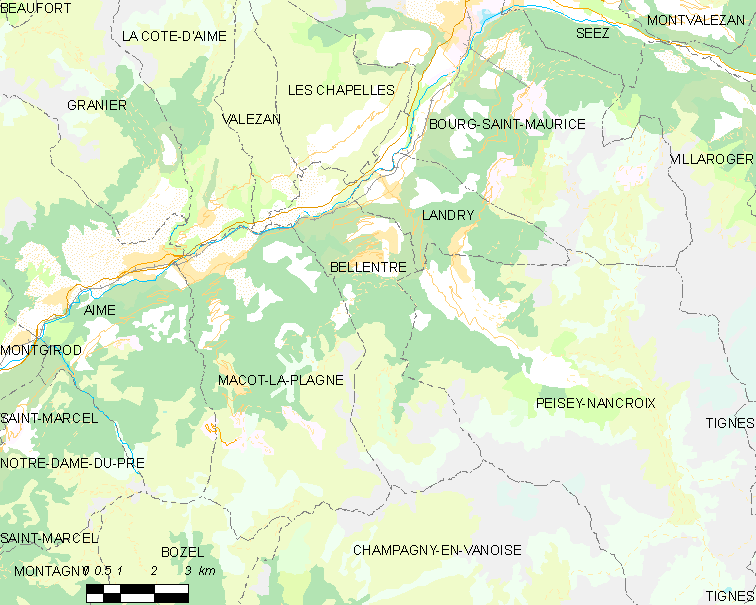
贝朗特尔的OSM定位图

贝朗特尔的时区为UTC+01:00、UTC+02:00（夏令时）。

## 行政
贝朗特尔的邮政编码为73210，INSEE市镇编码为73038。

## 政治
贝朗特尔所属的省级选区为圣莫里斯堡县。

## 人口

1962-2008年间贝朗特尔人口变化图示

贝朗特尔于2018年1月1日时的人口数量为891人。